# Cascade, Wisconsin
Cascade là một làng thuộc quận Sheboygan, tiểu bang Wisconsin, Hoa Kỳ. Năm 2006, dân số của làng này là 681 người.